# Neohahnia palmicola
Neohahnia palmicola är en spindelart som beskrevs av Cândido Firmino de Mello-Leitão 1917. 
Neohahnia palmicola ingår i släktet Neohahnia och familjen panflöjtsspindlar. Inga underarter finns listade i Catalogue of Life.